# Chùa Sōji

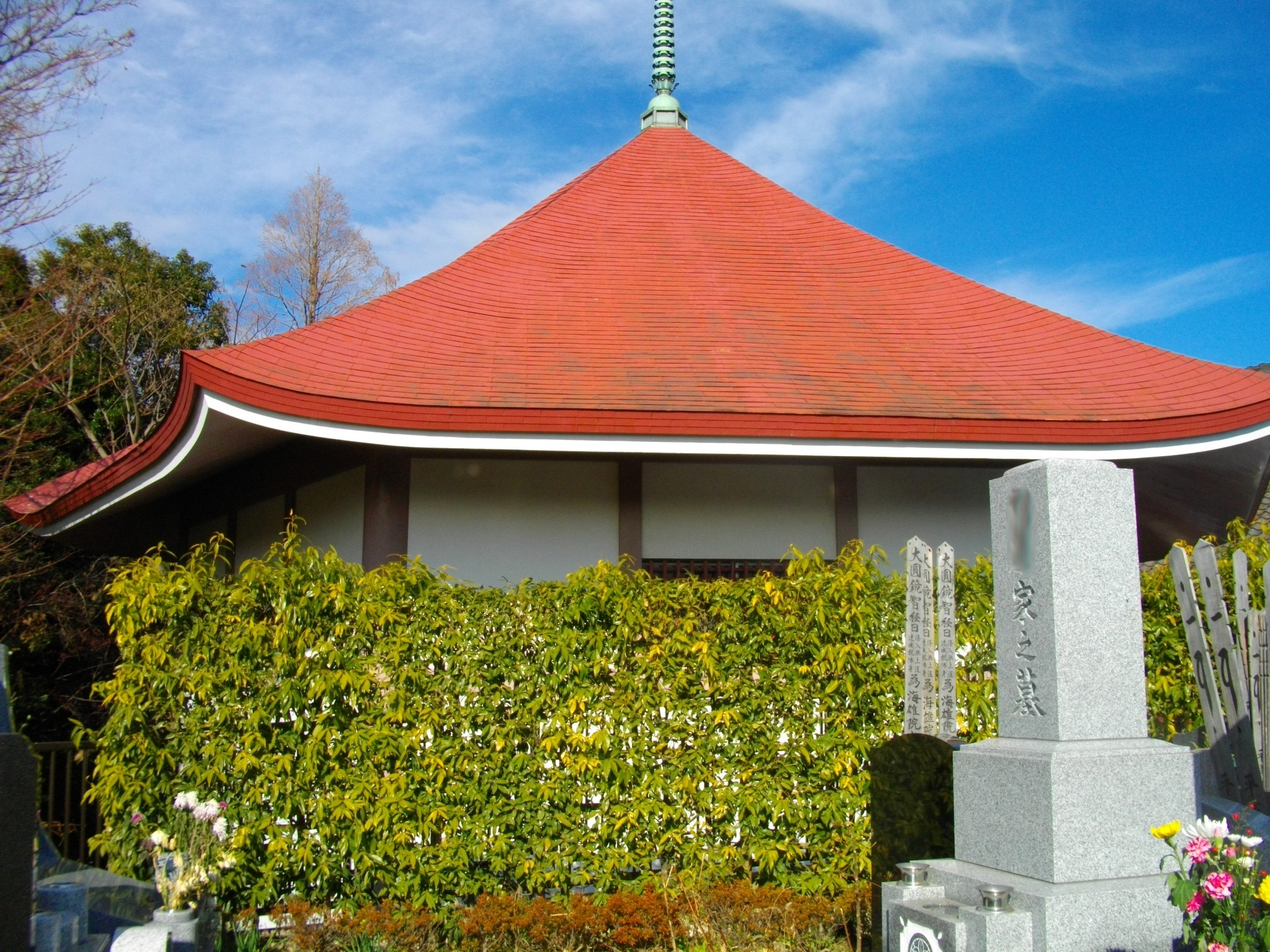

Chùa Sōji (kanji: 總持寺, romaji: Sōji-ji) tại Yokohama là một trong hai Thiền viện chính của tông Tào Động tại Nhật Bản. Thiền viện này được một vị cao tăng tên Gyōgi (668-749) sáng lập, với tính cách là một ngôi chùa của tông Pháp tướng. Ngôi chùa này ban đầu nằm tại tỉnh Ishikawa. Từ khi Thiền sư Keizan Jyōkin (1268-1325) trụ trì ở đây, chùa này trở thành một thiền viện. Năm 1898, chùa Sōji được dời về Yokohama sau một cơn hoả hoạn.